# 敬爱大学
敬爱大学（Chiba Keiai Daigaku）是日本千叶县千叶市稻毛区的一所私立大学，始创于1921年，成立于1966年，该校设有附属学校、幼儿园等。

## 历史
1966年4月，千叶敬爱经济大学成立，1988年4月更名为敬爱大学。

## 学校组织
学部
- 经济学部
- 国际学部

关联学校
- 千叶敬爱短期大学